# Michaił Bariban
Michaił Michajłowicz Bariban (ros. Михаил Михайлович Барибан; ur. 25 lutego 1949 w Krasnodarze, zm. 8 sierpnia 2016 tamże) – radziecki lekkoatleta, specjalista trójskoku i skoku w dal.
Zwyciężył zarówno w skoku w dal, jak i w trójskoku na europejskich igrzyskach juniorów w 1968 w Lipsku. Zajął 10. miejsce w skoku w dal na halowych mistrzostwach Europy w 1971 w Sofii. Na igrzyskach olimpijskich w 1972 w Monachium zajął 9. miejsce w trójskoku.
Zdobył brązowy medal w trójskoku na halowych mistrzostwach Europy w 1973 w Rotterdamie, ulegając jedynie Carolowi Corbu z Rumunii i Michałowi Joachimowskiemu z Polski. Zwyciężył w tej konkurencji na letniej uniwersjadzie w 1973 w Moskwie. Na halowych mistrzostwach Europy w 1974 w Göteborgu zdobył srebrny medal w trójskoku, przegrywając tylko z Michałem Joachimowskim.
Bariban był mistrzem ZSRR w trójskoku w 1972 oraz wicemistrzem w tej konkurencji w 1973. W hali był wicemistrzem ZSRR w trójskoku w 1972, brązowym medalistą w tej konkurencji w 1972 oraz brązowym medalistą w skoku w dal w 1971.
Jego rekord życiowy w trójskoku wynosił 17,20 m; został uzyskany 19 sierpnia 1973 w Moskwie. Był to najlepszy wynik na świecie w tym roku. Rekord życiowy Baribana w skoku w dal wynosił 7,82 m.